# 熊本自動車学園
熊本自動車学園（くまもとじどうしゃがくえん）は、熊本県熊本市東区戸島西にあった自動車教習所。愛称はBIG PAL（ビッグパル）。熊本市内で唯一、大型一種・二種、普通二種、けん引免許が取得できる教習所である。運営はビッグパル熊本自動車学園株式会社。
2008年6月30日をもって、全ての業務を終了し、閉校。熊本県内で最も古い歴史を持つ自動車教習所だった。
2012年10月に複合商業施設が教習所跡地に開業している。

## 取得免許
- 大型自動車一種免許
- 中型自動車一種免許
- 普通自動車一種免許
- 普通自動二輪免許
- 普通自動二輪（小型限定）免許
- けん引免許
- 大型自動車二種免許
- 中型自動車二種免許
- 普通自動車二種免許

## 送迎バス
熊本市内一円・城南・嘉島・御船・甲佐・合志・菊池方面

## 沿革
- 1948年 - 熊本市出水で「熊本自動車専門学校」として開校。
- 1961年 - 熊本県公安委員会指定教習所となった。
- 1965年 - 所在地を現在地の飽託郡託麻村戸島に移転。
- 2008年6月30日 - 閉校。
- 2009年10月22日 - 元従業員が退職金などの支払いを求め熊本地裁に提訴[4]。

## 所在地
- 熊本県熊本市東区戸島西5-1-10[5]座標: 北緯32度48分47秒 東経130度47分25秒 / 北緯32.8130006度 東経130.7902829度

## その他
- くりぃむしちゅー - コンビ名が海砂利水魚だった頃にCM出演。